# アルナック＝ポンパドゥール
アルナック＝ポンパドゥール （Arnac-Pompadour、オック語:Arnac Pompador）は、フランス、ヌーヴェル＝アキテーヌ地域圏、コレーズ県のコミューン。
リムーザン地域圏内や、道路標識においては単にポンパドゥールと表記されているが、かつてのポンパドゥール集落はアルナック＝ポンパドゥールとサン・ソルナン・ルヴォルプとの間で分割されて現在に至る。
ポンパドゥールの名は、ルイ15世の愛妾だったエティオール夫人ジャンヌ・アントワネット・ポワッソン、すなわちポンパドゥール夫人によって世界的に有名である。王は彼女にポンパドゥール城と、ポンパドゥール侯爵夫人（marquise de Pompadour）の称号を与えた。現在コミューンの名は、ウマや競馬の世界と結びついている。

## 歴史
アルナックにはガロ＝ローマ時代から人が定住していた。
1026年、ポンパドゥール子爵兼ラストゥール領主によって城が建てられた。ポンパドゥール子爵家の家格は、強力なコンボルン子爵領の相続があった15世紀に高まった。ポンパドゥール子爵はのちに侯爵に昇格した。18世紀初頭に家系が断絶すると、城や領地、称号の相続をめぐってコンティ公ルイ・フランソワとラ・ヴァリエール侯爵との間に法廷闘争が勃発した。最終的にはどちらもポンパドゥール侯爵の財産を得られず、ルイ15世が城を横取りして王領に併合した。1745年、王はお気に入りのエティオール夫人にポンパドゥール侯爵夫人の称号を与えた。
ポンパドゥール夫人の死より数年遡る1760年、彼女は王家の所有であったポンパドゥール城を分離させた。1751年にポンパドゥール夫人が私的に設置した種馬飼育場を基礎として、1761年にルイ15世は王立種馬飼育場を創設し、これはフランス革命まで繁栄した。アンシャン・レジームの崩壊で種馬飼育場は閉鎖され、1795年に総裁政府によって復活させられた。1872年から国立種馬飼育場となっている。
革命時代、コミューンの名は一時的にアルナック・ラ・プレリー（Arnac-la-Prairie）と改名させられていた。

## 人口統計
| 1962年 | 1968年 | 1975年 | 1982年 | 1990年 | 1999年 | 2006年 | 2010年 |
| ------ | ------ | ------ | ------ | ------ | ------ | ------ | ------ |
| 1446   | 1359   | 1441   | 1467   | 1444   | 1334   | 1284   | 1227   |

参照元:1999年までEHESS、2000年以降INSEE

## 史跡・レジャー

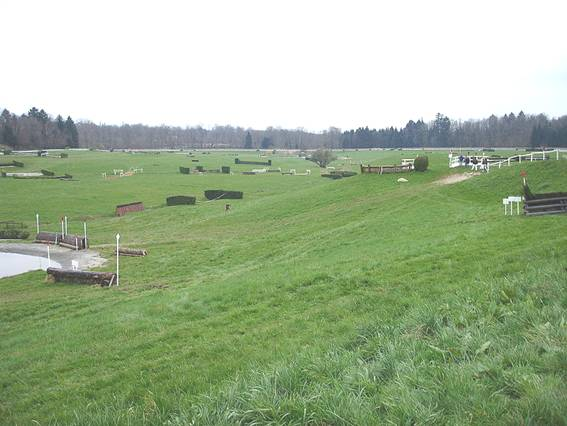
ポンパドゥール競馬場

- ポンパドゥール城 - 1926年、フランス歴史文化財に指定された[5]。
- ポンパドゥール競馬場
- ポンパドゥール種馬飼育場
- クラブ・メッド